# CERS Pokal der Pokalsieger
Der CERS Cup Winners war ein internationaler Wettbewerb für den Rollhockey-Sport. Auch in dem Wettbewerb dominierten die Vereine aus Portugal, Spanien und Italien.

## Siegerliste
- 1976/77: AD Oeiras (Portugal)
- 1977/78: AD Oeiras (Portugal)
- 1978/79: AD Oeiras (Portugal)
- 1979/80: AFP Giovinazzo (Italien)
- 1980/81: Sporting CP (Portugal)
- 1981/82: FC Porto (Portugal)
- 1982/83: FC Porto (Portugal)
- 1983/84: Reus Alnimar Deportiu (Spanien)
- 1984/85: Sporting CP (Portugal)
- 1985/86: AD Sanjoanense (Portugal)
- 1986/87: FC Barcelona Hoquei (Spanien)
- 1987/88: CE Noia (Spanien)
- 1988/89: Roller Monza (Italien)
- 1989/90: HC Liceo La Coruña (Spanien)
- 1990/91: Sporting CP (Portugal)
- 1991/92: Roller Monza (Italien)
- 1992/93: Óquei Clube de Barcelos (Portugal)
- 1993/94: Amatori Lodi (Italien)
- 1994/95: Roller Monza (Italien)
- 1995/96: HC Liceo La Coruña (Spanien)

## Anmerkung
- Mit der RESG Walsum schaffte es 1984/85 zum einzigen Mal eine deutsche Mannschaft ins Endspiel eines der Wettbewerbe. Dort unterlagen sie aber mit 4:8 in Lissabon. Im Hinspiel hatten sie ein 1:1-Remis erreicht.

## Referenzen
- https://issuu.com/cerh-committee/docs/cerh_media_guide_12-13